# Xian de Xincheng
Pour les articles homonymes, voir Xincheng.
Le xian de Xincheng (chinois simplifié : 忻城县 ; chinois traditionnel : 忻城縣 ; pinyin : Xīnchéng Xiàn ; Zhuang : Yinhcwngz Yen) est un district administratif de la région autonome Zhuang du Guangxi en Chine. Il est placé sous la juridiction de la ville-préfecture de Laibin.

## Démographie
La population du district était de 400 955 habitants en 1999,dont 90.92 % de Zhuang, groupe ethnique principalement concentré dans cette région.